# Michel Bibard
Michel Bibard (ur. 30 listopada 1958 w Amboise) – francuski piłkarz, obrońca, uczestnik Mistrzostw Świata w Piłce Nożnej 86 (III miejsce), długoletni zawodnik FC Nantes.
Treningi rozpoczął w klubie Olympique de Saumur (1967–1974). Później grał w FC Nantes (1976–1985) i Paris-Saint-Germain (1985–1991). Czterokrotnie był mistrzem Francji, z Nantes w latach 1977, 1980 i 1983 oraz w barwach PSG w 1986.
W reprezentacji Francji zagrał 6 razy. Debiutował 13 października 1984 w meczu z Luksemburgiem, ostatni raz zagrał w 1986. Podczas MŚ 86 zagrał tylko w jednym spotkaniu (o trzecie miejsce), był to jego ostatni mecz w kadrze. Znajdował się wśród zwycięzców IO 84.